# Шенталинский район
Шентали́нский райо́н — административно-территориальная единица и муниципальное образование на северо-востоке Самарской области России. Район граничит с Республикой Татарстан.
Административный центр — железнодорожная станция Шентала (находится в 188 км к северо-востоку от Самары).

## География
Площадь района — 1 338,2 км². Основные реки — Кондурча, Большой Черемшан, Большой Суруш. Район находится в зоне лесостепи. Наибольшее количество лесов находится в западной части района, где протянулся огромный лесной массив.
По территории района проходит ж.-д. линия Москва — Ульяновск — Уфа.

## Население
| 2002    | 2006    | 2008    | 2010    | 2011    | 2012    | 2013    | 2014    | 2015    |
| ------- | ------- | ------- | ------- | ------- | ------- | ------- | ------- | ------- |
| 18 288  | ↘17 800 | ↘17 302 | ↘16 656 | ↘16 586 | ↘16 387 | ↘16 238 | ↘16 115 | ↘15 924 |
| 2016    | 2017    | 2018    | 2019    | 2020    | 2021    |         |         |         |
| ↘15 805 | ↘15 597 | ↘15 278 | ↘14 948 | ↘14 752 | ↘12 949 |         |         |         |

### Национальный состав
По данным Всероссийской переписи населения 2021 года:
| Народ      | Численность, чел. | Доля от всего населения, % |
| ---------- | ----------------- | -------------------------- |
| русские    | 4 782             | 36,93 %                    |
| чуваши     | 3 722             | 28,74 %                    |
| татары     | 2 469             | 19,07 %                    |
| мордва     | 1 473             | 11,38 %                    |
| другие     | 483               | 3,73 %                     |
| не указали | 200               | 0,74 %                     |
| всего      | 12 949            | 100,00 %                   |

По переписи 2010 года:
- Чуваши — 5 510 чел. (34,2 %);
- Русские — 4 525 чел. (28,1 %);
- Татары — 3 124 чел. (19,4 %);
- Мордва — 2 527 чел. (16,1 %).

## Экономика
|                                       | 2012    | 2013    | 2014    | 2015    | 2016    | 2017    | 2018    | 2019    |
| ------------------------------------- | ------- | ------- | ------- | ------- | ------- | ------- | ------- | ------- |
| Расходы местного бюджета тысяч рублей | 335 515 | 339 629 | 390 992 | 233 458 | 303 341 | 271 722 | 360 796 | 281 081 |
| Доходы местного бюджета тысяч рублей  | 329 056 | 344 863 | 400 124 | 229 408 | 322 065 | 290 906 | 366 724 | 307 855 |
| Профицит, дефицит(-) тысяч рублей     | -6 459  | 5 234   | 9 132   | -4 050  | 18 724  | 19 184  | 5 928   | 26 774  |

Доходы бюджета Шенталинского района в тысячах рублей за последние восемь лет
Основной отраслью экономики в районе является сельское хозяйство. В районе находится 18 колхозов, госплемзавод, 51 крестьянское фермерское хозяйство. Имеются 1 банк и страховое общество. Также работают ОАО «Шенталинский маслозавод», завод стройматериалов. Комбикормовый завод и райпищекомбинат не работают.
Промышленное производство района представлено добычей полезных ископаемых. На территории района ведут деятельность три крупные нефтегазовые компании: «Роснефть». «Татнефть-Самара» и «Самараивестнефть».

## Политика
В 2007 году сформирован молодёжный Парламент при Собрании представителей, активно взаимодействующий с местной властью. В результате последних выборов главой района стал Лемаев Александр Михайлович.

## Культура
В здании администрации Старошенталинской волости открыт музей М. И. Чувашова (Старая Шентала).

## История

### XVI век
Колонизации северо-востока Самарской губернии началась в XVI веке после присоединения Казани. В это же время подданство принимают башкиры, после чего к башкирам хлынули с казанской стороны чуваши, черемисы, мещеряки. В основном это были беглые из помещичьих и монастырских владений «гулящие люди».
Заселение севера Самарской области происходило постепенно и в постоянной борьбе с кочевниками (калмыками и др.). Заселяли земледельцы: чуваши, эрзяне, мокшане.

### XVII—XVIII века
Северо-восток — это лесостепная зона, и здесь первостепенное значение имело строительство опорных пунктов-крепостей и укрепленных линий, наличие воинских гарнизонов. Строительство таких крепостей начинается в конце XVII века, когда была проведена Закамская линия. Позже, то есть в 1731—1736 годах, была проведена Новая Закамская черта (Сокская), которая проходила через всю территорию современного района. Возводили её служилые люди Закамской черты, крестьяне и посадские люди Казанской губернии. В крае были основаны две крепости — Черемшанская и Кондурчинская.
Черемшанская крепость была основана в 1741 году. И, по словам В. Н. Татищева, «селились там одни беглые и беспутные гуляки и плуты, от которых и калмыка доброго приклада получить не можно». Татары здесь поселяются в середине XIX века.
Крепость Кондурча была основана в 1742 году. Сюда были переведены из Закамских пригородов отставные солдаты — во избежание нищенства и бродяжничества. Переселенцы получали 10 −15 десятин на семью, необходимые орудия, ссуду деньгами и хлебом на проезд и обзаведение.
Аксаково и Туарма были основаны в 1756 году. Землю крестьянам этих сел уступил башкирский хан Надыр. Афонькино получило название от первого переселенца Ухуньки. Ухунька был зачинщиком побега, и село в его честь назвали на русский лад Афонькино. Крестьяне этого села были крепостными башкирского хана Надыра Уразметьева.
Емелькино было основано в 1742 году и получило название от первого переселенца Емели. Салейкино тоже получило название от первого переселенца Салея. По преданию, Салей пришёл сюда из Симбирской губернии (Курмышского или Буянского уезда) из деревни Сюльтраил. Вторая половина населения поселяется позже, также из Симбирской губернии, Корсунского уезда, деревни Хомутарь.

### XIX век
Русские крестьяне из бывших помещичьих крестьян Спасского уезда Казанской губернии, поселяются здесь только в 70 — годах XIX века. В то же время появились чувашские деревни Артюшкино, Васькино, Костюнькино, Тархановка, Тимяшево.
Начинают возникать села и деревни, в том числе и Старая Шентала. Первоначальное её название — Богоявлинское. Село было центром Шенталинской волости. В 1827 году была построена Каменная церковь и освящена во имя Богоявления Господня. При церкви имелась земля 99 десятин, библиотека, которая насчитывала 223 тома. С возникновением земства в селе находилась земская станция, (почта), был фельдшер. В то время Старая Шентала была крупным селом, где находилось волостное правление, волостной суд, по субботам собирался базар; находился здесь сборный пункт военно-конского участка. В селе были 2 водяные мельницы, маслобойка. По переписи населения 1886 года в селе проживали 1905 человек.
Недалеко от Старой Шенталы стояло село Багана. Впоследствии крестьяне этого села переселились на другое место. Причина переселения была в плохом качестве земли, она была заболочена. Новую деревню построили по обе стороны реки Кондурча.
Расселение жителей междуречья Черемшана и Кондурчи, по различным документам, следует отнести к концу XVII — началу XVIII века. В то же время появились мордовские деревни Артюшкино, Костюнькино, Тимяшево.
Так, в записках краеведа Семёна Фомича Мрез, уроженца деревни Аксаково, сделанных в 1907 году, указывается дата основания деревни Четырла — 1742 год. С этого момента земли, располагавшиеся в бассейнах Черемшана и Кондурчи, превратились из объекта интенсивной колонизации в район более или менее стабильного хозяйственного освоения.
Деревня Волчья образовалась в середине XIX века. Основали эту деревню бывшие помещичьи крестьяне Мезенцева из Московской губернии. Земля им была уступлена государством и крестьянами из Баганы. В то же время возникает деревня Калиновка. Помещики получают и начинают покупать земли в крае только после 1798 года то есть после межевания их. Получает земли Н. С. Ермолов (село Емелькино), покупают С. П. Шелашников (Кондурчинские леса за Шенталой), Н. Н Ермолаев, Н. В. Ермолаев (село Николаевка) и Умов, Павлов (Полянский редут, Старое Урметьево), С. Н. Кузьмин (хутор Кузьминовка), С. Б. Брягина (деревня Козловка).

### XX век
Постановлением Президиума Куйбышевского крайисполкома от 5 февраля 1935 года был образован Денискинский район (по названию первоначального райцентра). В него вошли 18 сельсоветов: 11 перешли из Клявлинского района и 7 из Челно-Вершинского. При образовании района были учреждеы Старошенталинский, Денискинский, Аделаидовский, Баганинский, Аксаковский, Сем-Шарлинский, Ойкинский, Ново-Шенталинский, Степановский, Сенькинский, Салейкинский, Старосуркинский, Туарминский, Тат. Абдикеевский, Четырлинский, Шенталинский сельсоветы. В состав данных советов вошли 74 населенных пункта.
В начале 1935 года Шентала стала районным центром, Денискинский район переименовали в Шенталинский в апреле 1940 года. Первыми руководителями района были секретарь ВКП(б) Николай Иванович Харитонов и председатель райисполкома Иван Дмитриевич Шайдуков.
Появились местные промышленные предприятия: артель «Молот», лесхоз, пищепром, маслозавод. Роль предприятия сферы услуг выполняла артель инвалидов «Кызыл Юлдус», куда входили парикмахерская, фотография, сапожная и швейные мастерские, а также бондарный и колбасный цеха. В 1936 году сдан в эксплуатацию Шенталинский элеватор. В то же время были построены школа, здания райкома партии, райисполкома, редакция районной газеты. Началось возведение ведомственных квартир. Приобрело широкий размах строительство частных домов.

## Муниципально-территориальное устройство
В муниципальный район Шенталинский входят 10 муниципальных образований со статусом сельского поселения:
| №  | Муниципальное образование         | Административный центр          | Количество населённых пунктов | Население | Площадь, км2 |
| -- | --------------------------------- | ------------------------------- | ----------------------------- | --------- | ------------ |
| 1  | сельское поселение Артюшкино      | село Артюшкино                  | 5                             | ↘482      | 62,54        |
| 2  | сельское поселение Васильевка     | деревня Васильевка              | 10                            | ↘536      | 264,40       |
| 3  | сельское поселение Денискино      | село Денискино                  | 2                             | ↗941      | 61,85        |
| 4  | сельское поселение Каменка        | село Каменка                    | 7                             | ↘1055     | 103,02       |
| 5  | сельское поселение Канаш          | посёлок Романовка               | 6                             | ↘719      | 112,28       |
| 6  | сельское поселение Салейкино      | село Салейкино                  | 5                             | ↘863      | 118,94       |
| 7  | сельское поселение Старая Шентала | село Старая Шентала             | 11                            | ↗878      | 286,47       |
| 8  | сельское поселение Туарма         | село Туарма                     | 6                             | ↘1014     | 93,57        |
| 9  | сельское поселение Четырла        | село Четырла                    | 5                             | ↘785      | 98,51        |
| 10 | сельское поселение Шентала        | железнодорожная станция Шентала | 2                             | ↘5676     | 59,15        |

Законом Самарской области от 30 апреля 2015 года № 38-ГД, сельские поселения Каменка и Новый Кувак преобразованы, путём их объединения, в сельское поселение Каменка с административным центром в селе Каменка.

### Населённые пункты
В Шенталинском районе 59 населённых пунктов.
| №  | Населённый пункт    | Тип                     | Население | Муниципальное образование         |
| -- | ------------------- | ----------------------- | --------- | --------------------------------- |
| 1  | Аделаидовка         | деревня                 | 23        | сельское поселение Васильевка     |
| 2  | Аксаково            | село                    | 308       | сельское поселение Туарма         |
| 3  | Алтунино            | деревня                 | 23        | сельское поселение Четырла        |
| 4  | Артюшкино           | село                    | 223       | сельское поселение Артюшкино      |
| 5  | Багана              | село                    | 399       | сельское поселение Старая Шентала |
| 6  | Баландаево          | железнодорожный разъезд | 0         | сельское поселение Денискино      |
| 7  | Баландаево          | деревня                 | 349       | сельское поселение Туарма         |
| 8  | Большая Тархановка  | посёлок                 | 80        | сельское поселение Артюшкино      |
| 9  | Васильевка          | деревня                 | 223       | сельское поселение Васильевка     |
| 10 | Васильевка          | посёлок                 | 32        | сельское поселение Канаш          |
| 11 | Верхняя Хмелевка    | посёлок                 | 0         | сельское поселение Старая Шентала |
| 12 | Волчья              | деревня                 | 0         | сельское поселение Старая Шентала |
| 13 | Вязовка             | деревня                 | 2         | сельское поселение Васильевка     |
| 14 | Денискино           | село                    | 1128      | сельское поселение Денискино      |
| 15 | Денискино           | железнодорожный разъезд | 29        | сельское поселение Каменка        |
| 16 | Емелькино           | село                    | 90        | сельское поселение Канаш          |
| 17 | Ивановка            | деревня                 | 6         | сельское поселение Канаш          |
| 18 | Калиновка           | село                    | 8         | сельское поселение Старая Шентала |
| 19 | Каменка             | село                    | 528       | сельское поселение Каменка        |
| 20 | Карабикулово        | деревня                 | 117       | сельское поселение Каменка        |
| 21 | Киргизовский        | посёлок                 | 30        | сельское поселение Четырла        |
| 22 | Кондурча            | железнодорожный разъезд | 78        | сельское поселение Артюшкино      |
| 23 | Костюнькино         | деревня                 | 384       | сельское поселение Артюшкино      |
| 24 | Красный Яр          | посёлок                 | 100       | сельское поселение Четырла        |
| 25 | Крепость-Кондурча   | село                    | 261       | сельское поселение Старая Шентала |
| 26 | Кузьминовка         | посёлок                 | 9         | сельское поселение Старая Шентала |
| 27 | Нагорный            | посёлок                 | 54        | сельское поселение Туарма         |
| 28 | Нижняя Туарма       | посёлок                 | 71        | сельское поселение Туарма         |
| 29 | Новая Шентала       | деревня                 | 5         | сельское поселение Старая Шентала |
| 30 | Новое Поле          | деревня                 | 59        | сельское поселение Васильевка     |
| 31 | Новое Суркино       | село                    | 90        | сельское поселение Васильевка     |
| 32 | Новый Кувак         | село                    | 278       | сельское поселение Каменка        |
| 33 | Подлесная Андреевка | деревня                 | 79        | сельское поселение Салейкино      |
| 34 | Родина              | посёлок                 | 0         | сельское поселение Старая Шентала |
| 35 | Романовка           | посёлок                 | 867       | сельское поселение Канаш          |
| 36 | Рыжевой             | хутор                   | 7         | сельское поселение Артюшкино      |
| 37 | Салейкино           | село                    | 518       | сельское поселение Салейкино      |
| 38 | Светлая Поляна      | посёлок                 | 0         | сельское поселение Канаш          |
| 39 | Светлый Ключ        | посёлок                 | 0         | сельское поселение Каменка        |
| 40 | Северный            | посёлок                 | ↘13       | сельское поселение Шентала        |
| 41 | Семеново-Шарла      | деревня                 | 178       | сельское поселение Четырла        |
| 42 | Сенькино            | село                    | 247       | сельское поселение Васильевка     |
| 43 | Смагино             | село                    | 38        | сельское поселение Васильевка     |
| 44 | Старая Шентала      | село                    | 558       | сельское поселение Старая Шентала |
| 45 | Старое Афонькино    | деревня                 | 413       | сельское поселение Салейкино      |
| 46 | Старое Суркино      | село                    | 138       | сельское поселение Васильевка     |
| 47 | Суруша              | посёлок                 | 0         | сельское поселение Васильевка     |
| 48 | Татарское Абдикеево | село                    | 474       | сельское поселение Каменка        |
| 49 | Тимяшево            | село                    | 209       | сельское поселение Салейкино      |
| 50 | Толчеречье          | посёлок                 | 197       | сельское поселение Туарма         |
| 51 | Туарма              | село                    | 268       | сельское поселение Туарма         |
| 52 | Фадеевка            | посёлок                 | 2         | сельское поселение Старая Шентала |
| 53 | Черемшанка          | посёлок                 | 0         | сельское поселение Каменка        |
| 54 | Чёрная Речка        | посёлок                 | 2         | сельское поселение Старая Шентала |
| 55 | Четырла             | село                    | 666       | сельское поселение Четырла        |
| 56 | Чухаевка            | посёлок                 | 71        | сельское поселение Канаш          |
| 57 | Шелашниково         | железнодорожная станция | 23        | сельское поселение Васильевка     |
| 58 | Шентала             | железнодорожная станция | ↘5663     | сельское поселение Шентала        |
| 59 | Ясная Поляна        | посёлок                 | 53        | сельское поселение Салейкино      |

Упразднённые населённые пункты:
- 2001 год — посёлок Нижняя Хмелевка.

## Известные шенталинцы
Восемь человек удостоены звания Героев Социалистического Труда. Это Даркаева Прасковья Алексеевна, Богданова Раиса Васильевна, Малолеткова Татьяна Михайловна, Нечаев Николай Петрович, Редин Семен Афанасьевич, Пугин Михаил Васильевич, Левикова Екатерина Георгиевна, Осокин Иван Лаврентьевич. Все они жили и работали в совхозе «Канаш».
Александр Иванович Шамин — директор Шенталинского леспромхоза. В период его руководства лесная отрасль в районе была одной из передовых.
Асхат Рахимзянович Зиганшин вместе с товарищами 49 дней дрейфовал в водах Тихого океана. Народный поэт Чувашии Стихван Шавлы — уроженец села Каменка Шенталинского района.
Мокшанова Татьяна Петровна — эрзянская поэтесса, член Союза писателей России.

## Герб района
Верхний луч солнца изображен в виде колоска в котором 19 зерен, 18 по бокам и 1 сверху. Это означает, что в районе 18 колхозов и 1 совхоз — Госплемзавод «Канаш».